# Старо-Място
Старо-Място (болг. Старо място) — село в Болгарии. Находится в Кырджалийской области, входит в общину Кырджали. Население составляет 14 человек.

## Политическая ситуация
В местном кметстве Пенёво, в состав которого входит Старо-Място, должность кмета (старосты) исполняет Бахри Нури Дурмуш (независимый) по результатам выборов правления кметства.
Кмет (мэр) общины Кырджали — Хасан Азис (Движение за права и свободы (ДПС)) по результатам выборов в правление общины.